# Åkergroda
Åkergroda (Rana arvalis) är en art i familjen äkta grodor.

## Utseende
Åkergrodan är en kraftigt byggd groda med kilformad kropp. Längden är mellan 3,5 och 7,5 cm.
Den är en så kallad "brun groda" med en kroppsfärg i varierande, brun ton. Färgteckningen kan emellertid variera mycket. Fog, Schmedes och Rosenørn de Lasson delar in den i fem färgvarieteter: 
- striata – har en bred, längsgående gul strimma från hjässan till bakkroppsspetsen.
- maculata – har en vinkelformig, mörkare fläck i nacken, och två rader med fläckar (en från varje vinkelben) ner längs ryggen
- nigromaculata – med eller utan vinkel, men med svarta fläckar över hela ryggen.
- punctata – lik ovanstående, men fläckarna är mindre, prickformade.
- unicolor – enfärgad.

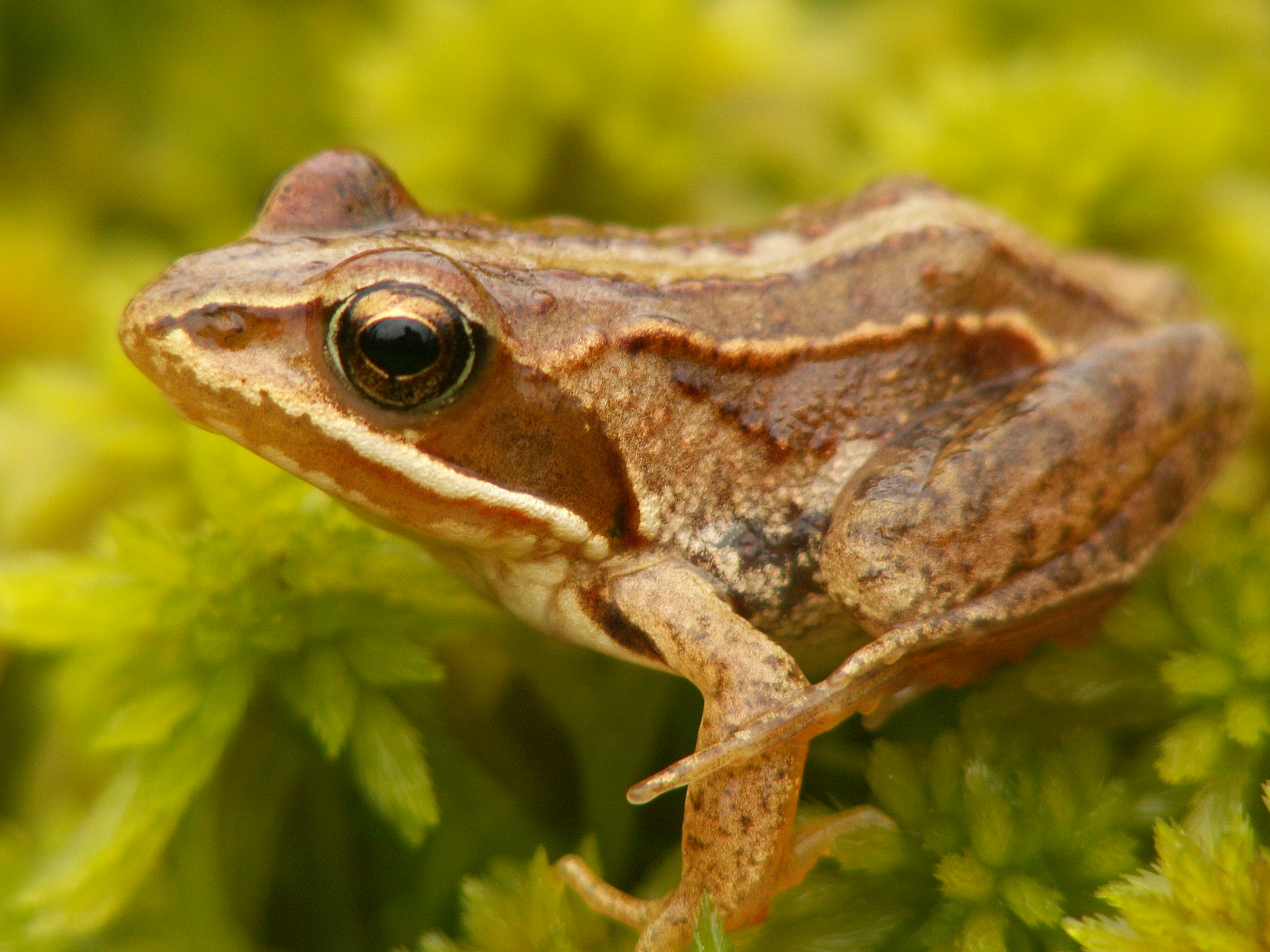
Individ av typ striata
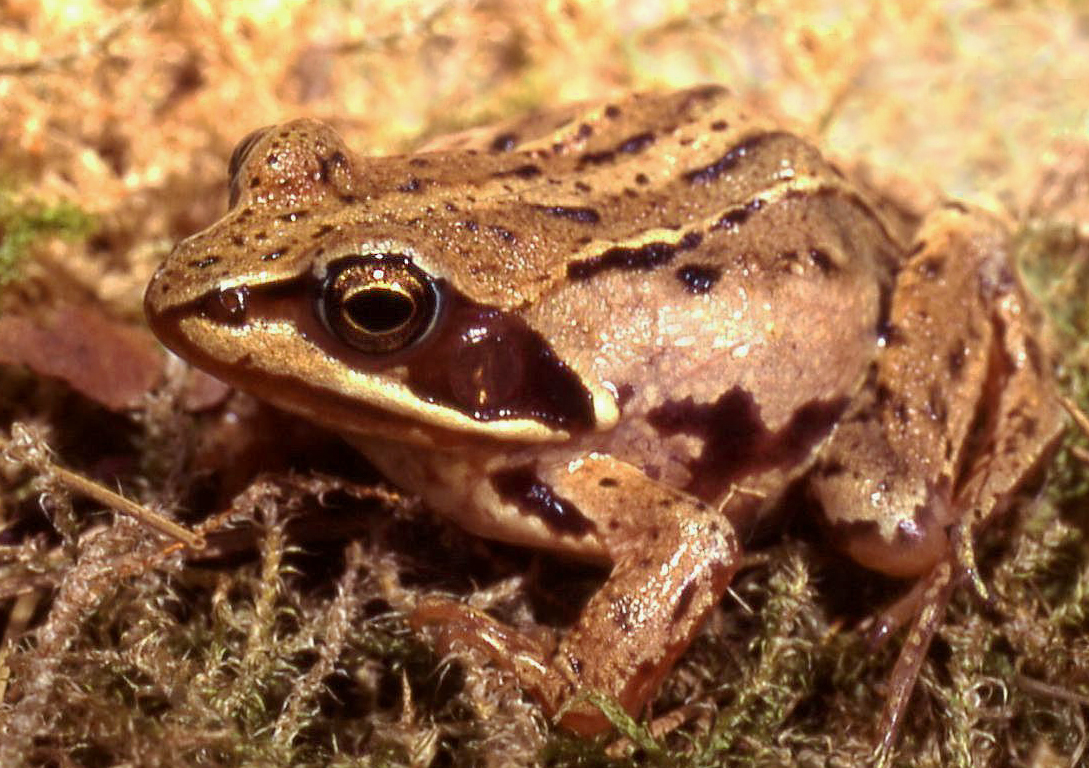
Individ av typ maculata

I många populationer i de mellersta och södra delarna av utbredningsområdet utvecklar hannen en blå färg under lektiden.

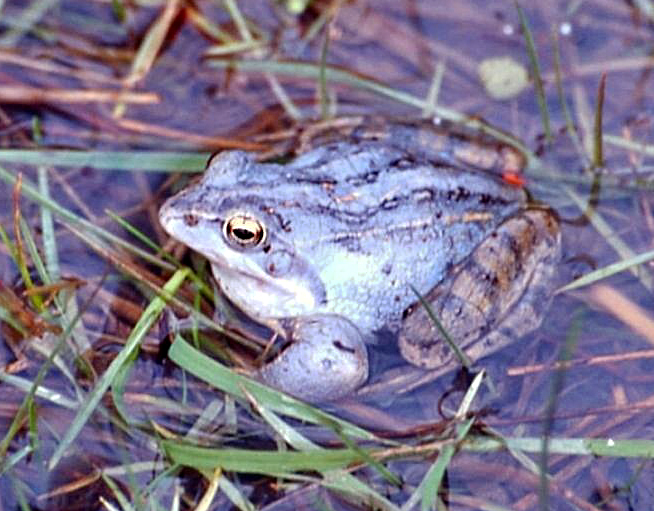
Blå hane under parningstiden

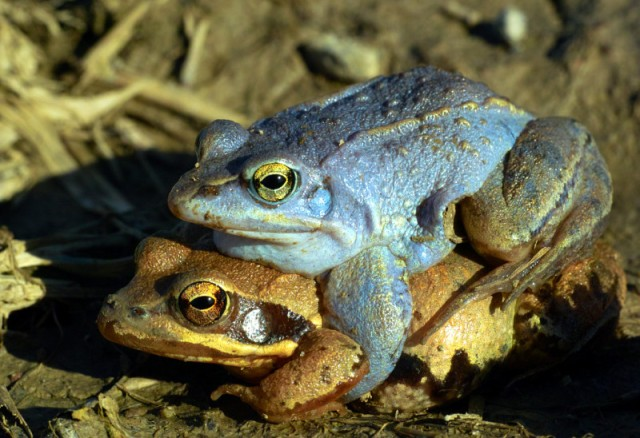
Hane och hona (svenska exemplar)

| Åkergrodan är mycket lik vanlig groda men med något spetsigare nos. Dessutom har den en platt, hård knöl vid roten av bakinnertån (vanliga grodans knöl är rundare och mjukare).

## Vanor

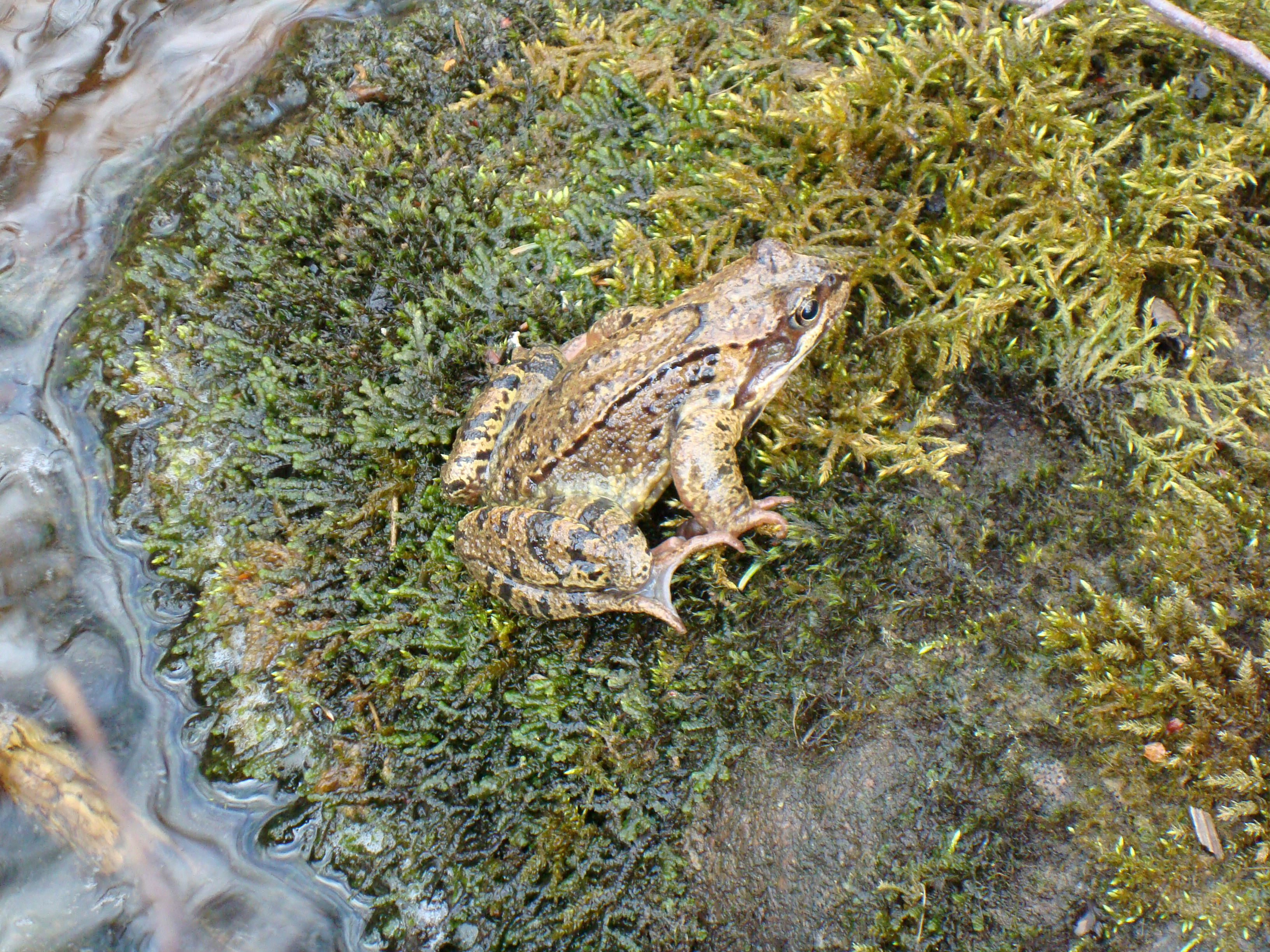
En åkergroda i dess typiska levnadsområde, fuktiga skogsområden

Åkergrodan lever framför allt i fuktiga skogsområden, men kan också påträffas i så skilda biotoper som tundra, stäpp, sankmark och halvöken. Den förekommer även i bräckvatten. Striata-formen tenderar dock att undvika skogsområden. Den går normalt inte särskilt högt, i skandinaviska fjällen knappast högre än 500 m, men kan i Altajbergen gå upp till 1 500 m.
Den är företrädelsvis aktiv i skymningen, men kan även uppträda mitt på dagen under molniga dagar. Födan består av insekter, spindlar och sniglar. Den kan hoppa för att fånga fjärilar.
Grodan sover vintersömn från september–oktober till april i norra delen av utbredningsområdet, oktober till februari längre söderut. Övervintringen kan ske både nergrävd i jord eller i vatten. Det förefaller som om valet av övervintring är klimatberoende; i södra delen av utbredningsområdet förefaller övervintring på land vara vanligare, i norra delen vattenövervintring.
Medellivslängden uppgår till omkring 5 år, men vissa individer, speciellt i kyligare klimat, kan bli upp till 9 år gamla.

## Fortplantning
Åkergrodan blir könsmogen vid 3 till 4 års ålder. Den leker i stillastående, ej för sura vatten. Leken äger rum i mars i södra delen av området, i juni längst i norr. Hanen omfamnar honan strax bakom frambenen. Hon lägger 1 000 till 2 000 ägg, i undantagsfall upp till 3 000, som sjunker till botten av vattensamlingen. Äggen kläcks efter omkring 3 veckor, och förvandlas efter cirka 3 månader.

## Utbredning
Det är en vanlig art som finns i nord- central- och östeuropa med västgräns i nordöstligaste Frankrike, sydgräns Österrike och Ukraina och österut till Jakutsk och Bajkalsjön i Sibirien och Xinjiangprovinsen i Kina. Den är utdöd i Schweiz, minskar i Kina.

### Skandinavisk utbredning
I Norden är den allmän i Danmark, Finland och Sverige. I Danmark finns den överallt utom några öar, bland annat Bornholm. I Sverige saknas den bara i fjällkedjan och delar av Norrlands inland, och är ensam representant för släktet Rana på Gotland. I Norge finns den dock bara på ett fåtal lokaler på Sørlandet.
Som alla groddjur är åkergrodan enligt miljöbalken (NFS 1999:7) fridlyst i hela Sverige. Även i övriga Skandinavien är den på olika sätt skyddad.